# Ukraine Open 2022
Die Ukraine Open 2022 fanden vom 27. bis zum 30. Januar 2022 in Kiew statt. Es war die erste Austragung dieser internationalen Meisterschaften der Ukraine im Badminton.

## Sieger und Platzierte
| Disziplin    | Gold                           | Silber                               | Bronze                                  |
| ------------ | ------------------------------ | ------------------------------------ | --------------------------------------- |
| Herreneinzel | Christo Popov                  | Ong Ken Yon                          | Lee Shun Yang                           |
| Herreneinzel | Christo Popov                  | Ong Ken Yon                          | Luka Wraber                             |
| Dameneinzel  | Aliye Demirbağ                 | Wen Yu Zhang                         | Jenjira Stadelmann                      |
| Dameneinzel  | Aliye Demirbağ                 | Wen Yu Zhang                         | Mariya Ulitina                          |
| Herrendoppel | Chia Wei Jie Low Hang Yee      | Emil Lauritzen Mads Vestergaard      | Glib Beketov Mykhaylo Makhnovskiy       |
| Herrendoppel | Chia Wei Jie Low Hang Yee      | Emil Lauritzen Mads Vestergaard      | Yee Jun Chang Yap Roy King              |
| Damendoppel  | Stine Küspert Emma Moszczynski | Maryja Stoljarenko Yelyzaveta Zharka | Anastassija Prosorowa Valeriya Rudakova |
| Damendoppel  | Stine Küspert Emma Moszczynski | Maryja Stoljarenko Yelyzaveta Zharka | Polina Buhrova Yana Sobko               |
| Mixed        | Jones Ralfy Jansen Linda Efler | Jan Colin Völker Stine Küspert       | Vinson Chiu Jennie Gai                  |
| Mixed        | Jones Ralfy Jansen Linda Efler | Jan Colin Völker Stine Küspert       | Patrick Scheiel Franziska Volkmann      |